# Seute Deern (hajó)
A Seute Deern egy háromárbócos vitorlás volt. Az Egyesült Államokban gyártott teherhajót többször is átépítették. Utolsó évtizedeiben a bremerhaveni városközpontban, a Régi kikötő vizén szolgált étterem- és szállodahajóként. A hajó az évek során idegenforgalmi látványossággá, ezáltal a kikötőváros egyik jelképévé vált, de 2019 augusztusában horgonyzóhelyén a sekély vízben megfeneklett. A szakértői vizsgálatok totálkárosnak nyilvánították és 2020-ban hozzákezdenek a lebontásához.

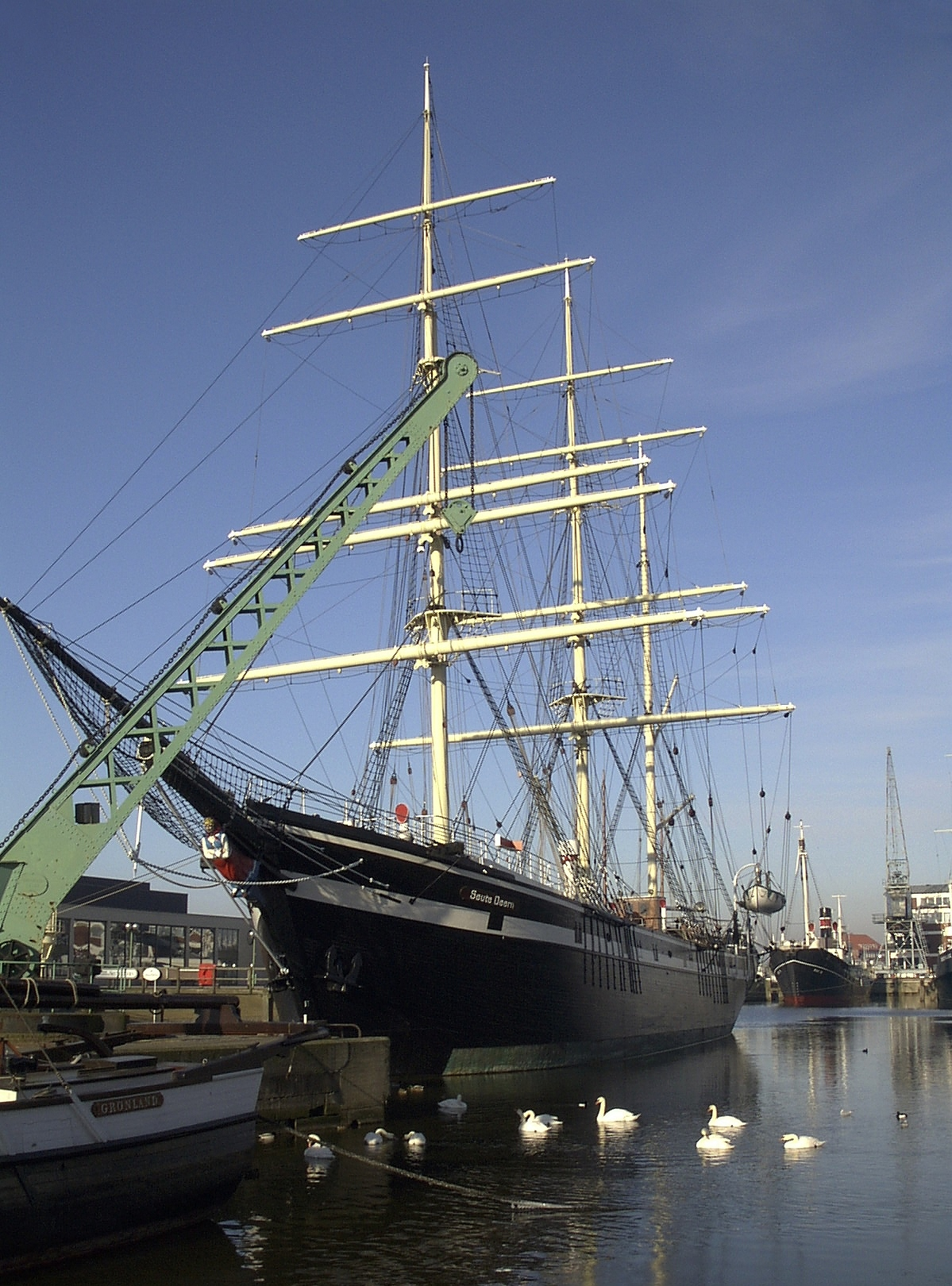
Bark Seute Deern

## Története
A hajót 1919-ben az Egyesült Államok déli partján fekvő Gulfport városában bocsátották vízre fából készült négyárbócos vitorláshajóként. A hajó frissen vágott fenyőfából készült, amelyet a korszak szokásától eltérően nem vontak be rézzel; ez későbbi útjai során súlyos problémákat okozott. A hajótörzset a szubtrópusi vizekben férgek támadták meg, így szinte minden útja után javítani kellett. Első neve Elisabeth Bandi volt. 1919 és 1931 között amerikai lobogó alatt hajózva fát szállított, majd eladták William Uskanen finn vállalkozónak, aki finn lobogó alatt Nagy-Britannia, Finnország és Dánia között szintén fát fuvaroztatott vele. Az Északi- és Balti-tenger hideg vize elpusztította a hajótestet károsító férgeket, így az akkor már Bandi néven hajózó vitorlás megmenekült a pusztulástól. 1938. november 7-én a Bandi 26 500 birodalmi márkáért John T. Essberger hamburgi hajómágnás tulajdonába került. Az új tulajdonos a híres Blohm + Voss hajógyárba vitette a vitorlást és átalakíttatta. Ekkor kapta a Seute Deern (alnémet: aranyos kislány) nevet és ekkor került az orrvitorla alá a kislányt formázó díszítőelem. A vitorlás ezután a Balti-tengeren és az azt övező vizeken hajózott. A kereskedelmi tevékenység mellett más hajók személyzetének kiképzését is itt végezték. A második világháború befejeződése a lübecki kikötőben érte.
1946-ban a mozgásképtelenné vált vitorlást a travemündei Schlichting-Werft-be vontatták és hozzákezdtek étteremmé való átalakításához. 1947-ben a Seute Deern Hamburgban kötött ki és étteremhajóként szolgált tovább. Ám az üzlet nem volt nyereséges, ezért tulajdonosa 1954-ben továbbadta egy holland vállalkozónak. Hollandiában a Pieter A. Koerts nevet kapta és úszó ifjúsági szállodaként működött 10 évig. 1964-ben ismét ismét az NSZK-ba került, új tulajdonosa egy emdeni üzletasszony lett, aki ismét étteremként szerette volna hasznosítani a korábbi teherhajót, ám az a veszteglőhelyen elsüllyedt, így a tervek szétfoszlottak. 1965-ben az ismét Seute Deern nevet kapó vitorlás továbbkerült egy helgolandi vállalkozóhoz, aki kiemeltette és rendbehozatta az elsüllyedt hajót. 1966. június 22-én a Seute Deern megérkezett új állomáshelyére, a bremerhaveni Régi kikötőbe, ahol szállodahajóként állították szolgálatba. Az 1972-ben az újonnan megalapított Német Tengerhajózási Múzeum a Seute Deernt ajándékba kapta Bremerhaven városától. 1983 óta egy étterem is működött a fedélzetén. A hajó számtalan képeslapon és egy postai bélyegen is szerepelt, fekete törzse a bremerhaveni belváros egyik látványosságává vált. Fedélzetén konferenciákat és esküvőket is lebonyolítottak.

## Fordítás
- Ez a szócikk részben vagy egészben  a   Seute Deern című német Wikipédia-szócikk ezen változatának fordításán alapul.  Az eredeti cikk szerkesztőit annak laptörténete sorolja fel. Ez a jelzés csupán a megfogalmazás eredetét és a szerzői jogokat jelzi, nem szolgál a cikkben szereplő információk forrásmegjelöléseként.

## Külső hivatkozások
- A Seute Deern honlapja
- Jan Maat honlapja Archiválva 2008. december 22-i dátummal a Wayback Machine-ben
- Bremerhaven idegenforgalmi honlapja